# Матерь Божия Трижды Предивная
Матерь Божия Трижды Предивная (нем. Dreimal Wunderbare Mutter) — католический чудотворный образ из Шёнштатта (Фаллендар, Германия), прославившийся в XX веке.

## История
С одной стороны, почитаемое изображение написано в 1898 году итальянским художником Луиджи Крозио и первоначально не предназначалось для духовного поклонения. Со временем началась публикация печатных копий картины и одна из них через Страсбург была доставлена в католическую школу в Шёнштатте (Фаллендар), где наставник нового молодёжного католического движения патер Иосиф Кентених подарил её своим ученикам. У Луиджи Крозио изображение называлось «Прибежище грешников».
С другой стороны, гораздо ранее, в XVI веке в южногерманском городе Ингольштадт было положено почитание другой католической иконы, называемой «Матерь Божия Трижды Предивная». Священник Якоб Рем посчитал, что это достойный ответ Реформации Мартина Лютера, который отверг почитание святых и, в том числе, Богоматери. Молодёжь, собравшаяся вокруг Рема, посвятила свою жизнь культу Матери Божией.
Размышляя над проблемами современного ему светского общества, патер Иосиф Кентених использовал опыт предшественников и ввёл в Шёнштатте культ Богородицы. Образ, написанный Луиджи Крозио, оказался наиболее подходящим для почитания и уже в апреле 1915 года изображение было помещено в часовенку Шёнштатта. Постепенно этот образ, по аналогии с иконой Ингольштадта, стал называться «Матерью Божией Трижды Предивной».
Культ Богородицы в Шёнштатте преследовал несколько целей: уменьшение формального духа католической церкви, возврат к традиционным религиозным семейным ценностям, усиление молитвенного состояния и, главное, — путь к святости как цели жизни.
Копия изображения оказалась важнее оригинала. Прошло немного лет и от иконы стали происходить чудеса исцелений и помощь в жизненных проблемах. К образу началось паломничество.
В годы Второй мировой войны Иосиф Кентених подвергся репрессии и был помещён в концлагерь Дахау. Там он продолжал тайно своё дело уже среди интернационального коллектива заключённых. И не знал о том, что в далёком Уругвае была построена часовня-копия Шёнштаттской, в которую был помещён точно такой же образ Богородицы.
После окончания войны Иосиф Кентених и его особая школа стали преследоваться со стороны католического духовенства вплоть до того, что после начала проверок в 1949 году, он должен был 30 сентября 1951 года покинуть Шёнштатт и уехать в США, где пробыл до 1965 года. В декабре 1965 года деятельность Кентениха была реабилитирована папой Павлом VI. Кентених возвратился назад, где и скончался 15 сентября 1968 года. В настоящее время обсуждается вопрос о причислении священника к лику блаженных католической церкви.
К концу XX века движение почитания Шёнштаттской Богородицы распространилось по всему миру. Построено 195 часовен-копий с изображением Матери Божией Трижды Предивной примерно в 60 странах. Как правило, «прихожане-шёнштаттцы» устраивают дома святилище, где помещают изображение чудотворного образа и проводят значительную часть времени в молитвенном состоянии. Часто образ из часовни переносится по квартирам верующих.
У иконы Богородицы в часовнях по всему миру существует давняя традиция устанавливать кувшин, в который прихожане вкладывают записки со своими небольшими обязательствами «жертв», например, день воздерживаться от курения, день ни с кем не ссориться и т. п.

## Чудотворный образ в России
Копия чудотворного образа Божьей Матери Трижды Предивной находится в католическом храме Святого Станислава в Санкт-Петербурге. Это первый образ шёнштаттской Богородицы в России. Он написан художником Владимиром Корбаном и освящён в феврале 1998 года архиепископом Тадеушем Кондрусевичем. Он же в 2000 году увенчал образ короной, освящённой ранее папой Иоанном Павлом II.
19 мая 2009 года специальным декретом в церкви св. Станислава учреждено святилище Матери Божией Трижды Предивной.
В 2016 году под Петербургом освящена часовня Матери Божией Трижды Предивной.